# Nikola Gajić
Nikola Gajić (ur. 12 grudnia 1995) – serbski zapaśnik walczący w stylu wolnym i judoka. Zajął szesnaste miejsce na mistrzostwach Europy w zapasach w 2017. Brązowy medalista mistrzostw śródziemnomorskich w 2016 roku.
Mistrz Serbii w judo w 2015 i 2016 roku.